# Col Teton
Le col Teton (anglais : Teton Pass) est un col de montagne situé dans l'Ouest des États-Unis, dans la partie méridionale de la chaîne Teton, à l'ouest de l'État du Wyoming entre les villes de Wilson et de Victor.
Ce col relie la vallée de Jackson Hole à celle de Pierre's Hole dans l'Idaho. Il est situé à 2 570 m d'altitude.
Il est traversé par la Wyoming Highway 22 qui devient la Idaho State Highway 33 à la frontière entre les deux États, laquelle se prolonge au nord-ouest vers Victor. Le col est à 17,7 km de la ville de Jackson. La pente maximale de la route est de 10 %. Plusieurs zones d'avalanche la traversent ; elle est souvent fermée en hiver.
Ce col se trouve quelques kilomètres au sud du parc national de Grand Teton et traverse la forêt nationale de Caribou-Targhee et la forêt nationale de Bridger-Teton.

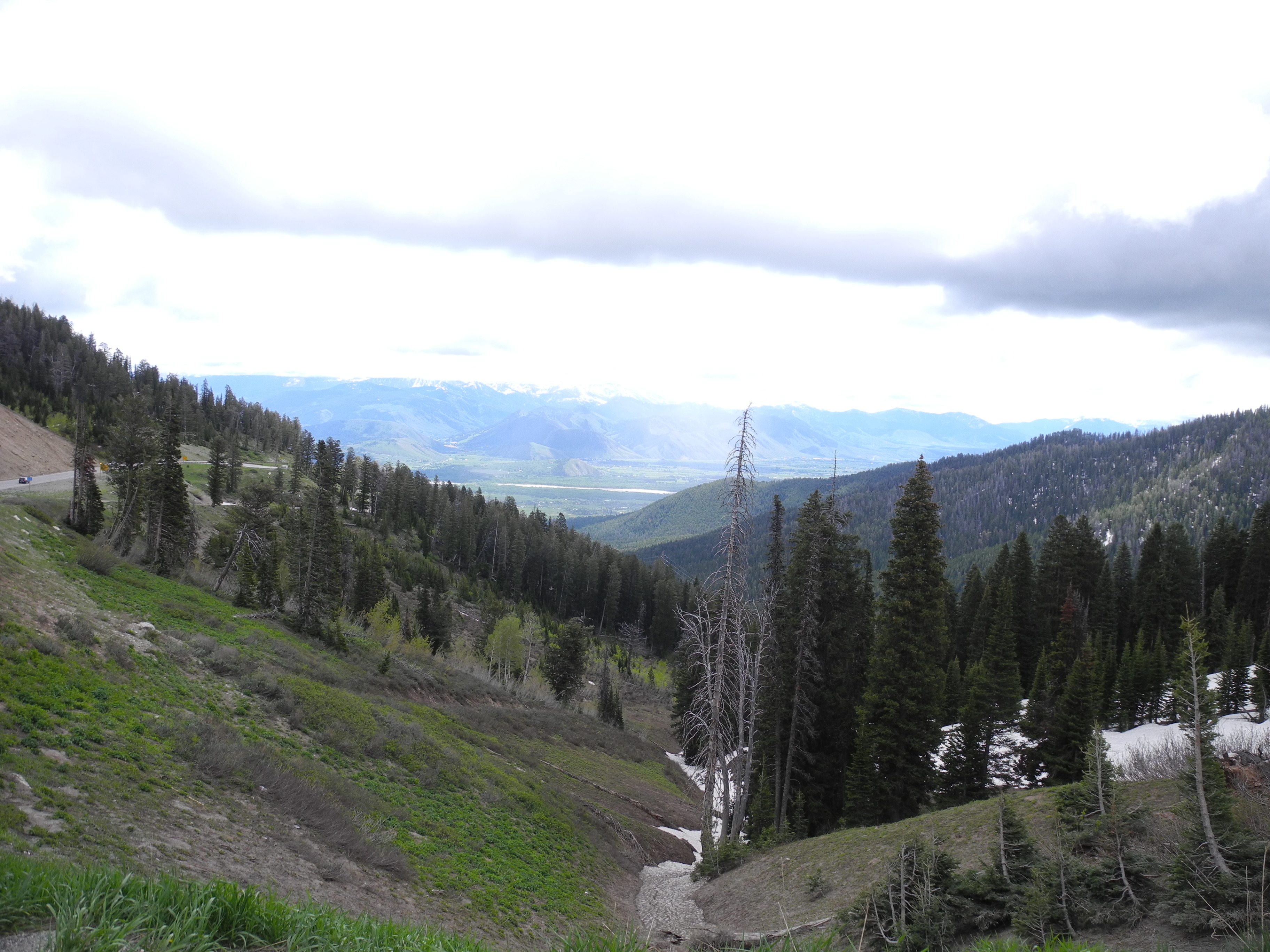
Vue de la vallée de Jackson depuis le col Teton.